# West Ealing állomás
A West Ealing egy vasútállomás Londonban, a Heathrow Connect és a Great Western Railway vonatai érintik.

## Története
Az állomást 1871. március 1-jén adták át Castle Hill and Ealing Dene néven a Great Western Railway részeként. 1883. március 1-jétől 1885.  szeptember 30-áig a District Railway is érintette. Mai nevét 1899. július 1-jén kapta.

## Forgalom
| Járat                 | Útvonal | Gyakoriság      |
| --------------------- | --- | --------------- |
| TfL Rail              | Paddington – Ealing Broadway – West Ealing – Hanwell – Southall – Hayes & Harlington – Heathrow Central – Heathrow Terminal 4                                                                     | 30 percenként   |
| Great Western Railway | Paddington – Acton Main Line – Ealing Broadway – West Ealing – Hanwell – Southall – Hayes & Harlington – West Drayton – Iver – Langley – Slough – Twyford – Reading (– tovább Nyugat-Anglia felé) | 1-10 percenként |
| Great Western Railway | West Ealing – Drayton Green – Castle Bar Park – South Greenford – Greenford | 30 percenként   |

## Fordítás
- Ez a szócikk részben vagy egészben  a   West Ealing railway station című angol Wikipédia-szócikk fordításán alapul.  Az eredeti cikk szerkesztőit annak laptörténete sorolja fel. Ez a jelzés csupán a megfogalmazás eredetét és a szerzői jogokat jelzi, nem szolgál a cikkben szereplő információk forrásmegjelöléseként.